# Douglas Smith (acteur)
Pour les articles homonymes, voir Douglas Smith et Smith.
Douglas Smith est un acteur canadien né le 22 juin 1985 à Toronto (Canada).

## Biographie
Douglas Smith est né le 22 juin 1985 à Toronto (Canada). Il est le fils de Terrea Oster, enseignante américaine, et Maurice Smith, producteur d'origine britannique.
Il a deux frères, l'acteur Gregory Smith et Andrew Smith, et une sœur, Samantha Smith.

## Carrière
Il commence sa carrière d'acteur en 1996, dans un épisode de X-Files : aux frontières du réel.
En 2003, il tourne dans les séries : Le Monde de Joan, Cold Case : Affaires classées, Les Experts : Miami et Le Protecteur. Et au cinéma dans le film d'horreur, La Malédiction du pendu.
En 2006, il obtient le rôle récurrent de Ben Henrickson, jusqu'en 2011 dans Big Love.
En 2013, il joue dans The Boy Who Smells Like Fish et Percy Jackson : La Mer des monstres.
En 2024, il est présent au casting du western Horizon : Une saga américaine, chapitre 1 de Kevin Costner.

## Filmographie

### Cinéma

#### Longs métrages
- 1999 : Première Sortie (Blast from the Past) d'Hugh Wilson : Adam à 11 ans
- 2002 : Trancers 6 de Jay Woelfel : un punk
- 2002 : Partners in Action (uk) de Sidney J. Furie : Teddy
- 2003 : La Malédiction du pendu (Hangman's Curse) : Elijah Springfield
- 2004 : Pyjama Party (Sleepover) de Joe Nussbaum : Gregg
- 2004 : State's Evidence de Benjamin Louis : Scott
- 2005 : Very Bad Santa (Santa's Slay) de David Steiman : Nicholas Yuleson
- 2005 : Rock the Paint de Phil Bertelsen : Josh
- 2006 : Citizen Duane de Michael Mabbott : Duane Balfour
- 2007 : The Beautiful Ordinary de Jess Bond : Pete
- 2008 : Harvey Milk (Milk) de Gus Van Sant : Paul Hogarth
- 2012 : Antiviral de Brandon Cronenberg : Edward Porris
- 2013 : Percy Jackson : La Mer des Monstres (Percy Jackson: Sea of Monsters) de Thor Freudenthal : Tyson
- 2013 : The Boy Who Smells Like Fish d'Analeine Cal y Mayor : Mica
- 2014 : Stage Fright de Jérôme Sable : Buddy Swanson
- 2014 : Ouija de Stiles White : Pete
- 2014 : Hard Drive de William D. MacGillivray : Ditch
- 2015 : Terminator Genisys d'Alan Taylor : Eric Thompson
- 2015 : Evan's Crime de Sandy Tung : Evan White
- 2017 : Miss Sloane de John Madden : Alex
- 2017 : The Bye Bye Man de Stacy Title : Elliot
- 2017 : Bottom of the World de Richard Sears : Alex[1]
- 2022 : Don't Worry Darling d'Olivia Wilde : Bill
- 2022 : The Swearing Jar de Lindsay MacKay : Owen
- 2023 : Exposure de Peter Cannon : Tanner
- 2024 : Horizon : Une saga américaine, chapitre 1 (Horizon: An American Saga – Chapter 1) de Kevin Costner : Sig
- 2024 : Seven Veils d'Atom Egoyan : Luke
- 2024 : Horizon : Une saga américaine, chapitre 2 (Horizon: An American Saga – Chapter 2) de Kevin Costner : Sig
- 2024 : Die Alone de Lowell Dean : Ethan
- 2024 : All the Lost Ones de Mackenzie Donaldson : Ethan

#### Courts métrages
- 2003 : Lock Her Room de Kai Soremekun : Johnny
- 2009 : Someday We Will Get Married de Monika Lind : James
- 2014 : Is This Necessary de Dylan Bell : Andy Hampton
- 2015 : Fragments de Stéphanie Weber-Biron : Sam
- 2015 : The Gift de Stu Weiner : Waldo
- 2017 : Basorexia de Ryan Kibby : Jakob

### Télévision

#### Séries télévisées
- 1996 : X-Files : aux frontières du réel (The X-Files) : Pitcher
- 1998 : Au-delà du réel : L'aventure continue (The Outer Limits) : Douglas
- 2001 : Associées pour la loi (Family Law) : Patrick Samson
- 2003 : Cold Case : Affaires classées (Cold Case) : Ryan Baynes en 1990
- 2003 : Out There : Reilly Evans
- 2004 : Le Monde de Joan (Joan of Arcadia) : Daniel Shoalar
- 2004 : Les Experts : Miami (CSI: Miami) : Jason Henderson
- 2004 : Le Protecteur (The Guardian) : Jay
- 2004 : Everwood : Gavin Curtis
- 2006 : Preuve à l'appui (Crossing Jordan) : Steven Reynolds
- 2006 : Close to Home : Juste Cause (Close to Home) : Colin Parks
- 2006 - 2007 : Les Experts (CSI: Crime Scene Investigation) : Marlon West
- 2006 - 2011 : Big Love : Ben Henrickson
- 2009 : Hawthorne : Infirmière en chef (Hawthorne) : Curtis
- 2010 : Flashpoint : Carlton Hayward
- 2013 : Drop Dead Diva :
- 2013 : Rookie Blue : Chuck
- 2014 : Betas : Zack Casper
- 2016 : Vinyl : Gary / Xavier
- 2016 : Motive : Dave Briggs Jr.
- 2016 : Les 12 jours sanglants de Noël (12 Deadly Days) : Sammy
- 2017 : When We Rise : un homme
- 2018 - 2020 : L'Aliéniste (The Alienist) : Marcus Isaacson
- 2019 : Big Little Lies : Corey Brockfield
- 2019 : Park Bench Parenting : un homme
- 2021 : Clarice : Tyson Conway

#### Téléfilm
- 1996 : Death Game de Randy Cheveldave : Tristan